# ام‌اس جاتلاندیا
ام‌اس جاتلاندیا (به انگلیسی: MS Jutlandia) یک کشتی است که طول آن ۴۲۵ فوت (۱۳۰ متر) می‌باشد. این کشتی در سال ۱۹۳۴ ساخته شد.